# Копорова Кветослава
Кветослава Копорова  (нар. 1964, Снина, Чехословаччина) — сучасна словацька лінгвістка і журналістка, доктор філософії з педагогічних наук, асистент-спеціаліст Інституту русинської мови та культури Пряшівського університету у Пряшеві.

## Біографія
В 1990-2000-і роки як журналістка брала активну участь у розбудові преси русинською мовою. Разом з Анною Плішковою і Василем Ябуром бере активну участь у розробці єдиного граматичного стандарту русинської мови (відмінного від українських мовних стандартів).
Є авторкою підручника з фонетики русинської мови, співавторкою монографії «Русиньскый язык. Комплексный опис языковой сістемы в контекстї кодіфікації» (2019, 476 с.), співавторкою кількох підручників та ряду наукових публікації із лінгвістики та соціолінгвістики. Крім того є головою «Спілки русинських письменників Словаччини» (з 2010 р.), організаторкою наукових семінарів «Studium Carpatho-Ruthenorum/Студії із карпаторусиністики» (2009-) і відповідальною редакторкою наукового збірника «Studium Carpatho-Ruthenorum/Студії із карпаторусиністики» (наприкінці року 2019 вийшов його одинадцятий номер).

## Публікації

### Авторка
- Фонетіка, фонолоґія і акцентолоґія русиньского языка [Архівовано 1 січня 2020 у Wayback Machine.]. Высокошкольскый учебник (2015, 116 с.)

### Співавторка
- А. Плїшкова, К. Копорова, В. Ябур. «Русиньскый язык. Комплексный опис языковой сістемы в контекстї кодіфікації [Архівовано 1 січня 2020 у Wayback Machine.]» (2019, 476 с.)
- В. Ябур, А. Плїшкова, К. Копорова. Ґраматіка русиньского языка [Архівовано 19 грудня 2019 у Wayback Machine.]
- В. Ябур, К. Копорова, А. Плїшкова. Морфолоґія і словотворїня русиньского языка [Архівовано 1 січня 2020 у Wayback Machine.]. Высокошкольскый учебник (2016, 187 с.),
- А. Плїшкова, К. Копорова. Русиньскый язык про чуджінцїв [Архівовано 24 грудня 2019 у Wayback Machine.]. Высокошкольскый учебник (2015, 172 с.)
- К. Копорова, А. Плїшкова. Актуална сітуація в зближованю ґрафікы і орфографії варіантів русинського языка [Архівовано 1 січня 2020 у Wayback Machine.].